# Velódromo José Luis Recalde
El Velódromo José Luis Recalde o bien el Velódromo Olímpico José Luis Recalde es el nombre que recibe una instalación deportiva localizada en la ciudad de Quito, la capital del país suramericano de Ecuador. Fue inaugurado en 1991 por el entonces presidente de la República Rodrigo Borja Cevallos.
Se encuentra a un lado de la Pista Atlética Los Chasquis y cerca del Coliseo General Rumiñahui, de la plaza Brasilia y del Instituto Metropolitano de Diseño. Formando parte del Complejo denominado habitualmente como Concentración Deportiva de Pichincha.
Es usado habitualmente para prácticas y competiciones de ciclismo y patinaje Recibe su nombre en honor de José Luis Recalde un pionero del Ciclismo en Ecuador.